# Amkodor

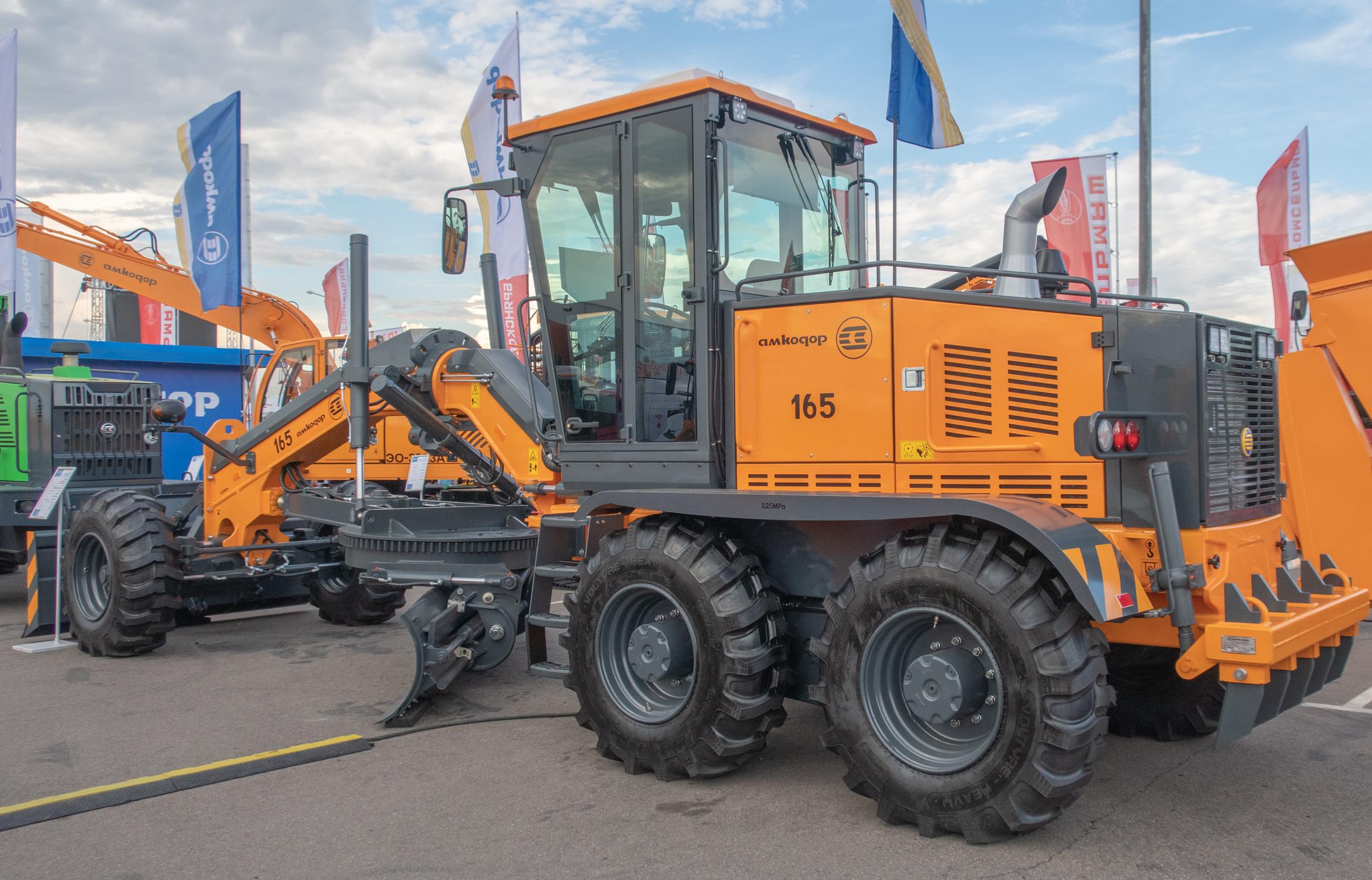
Grejdr

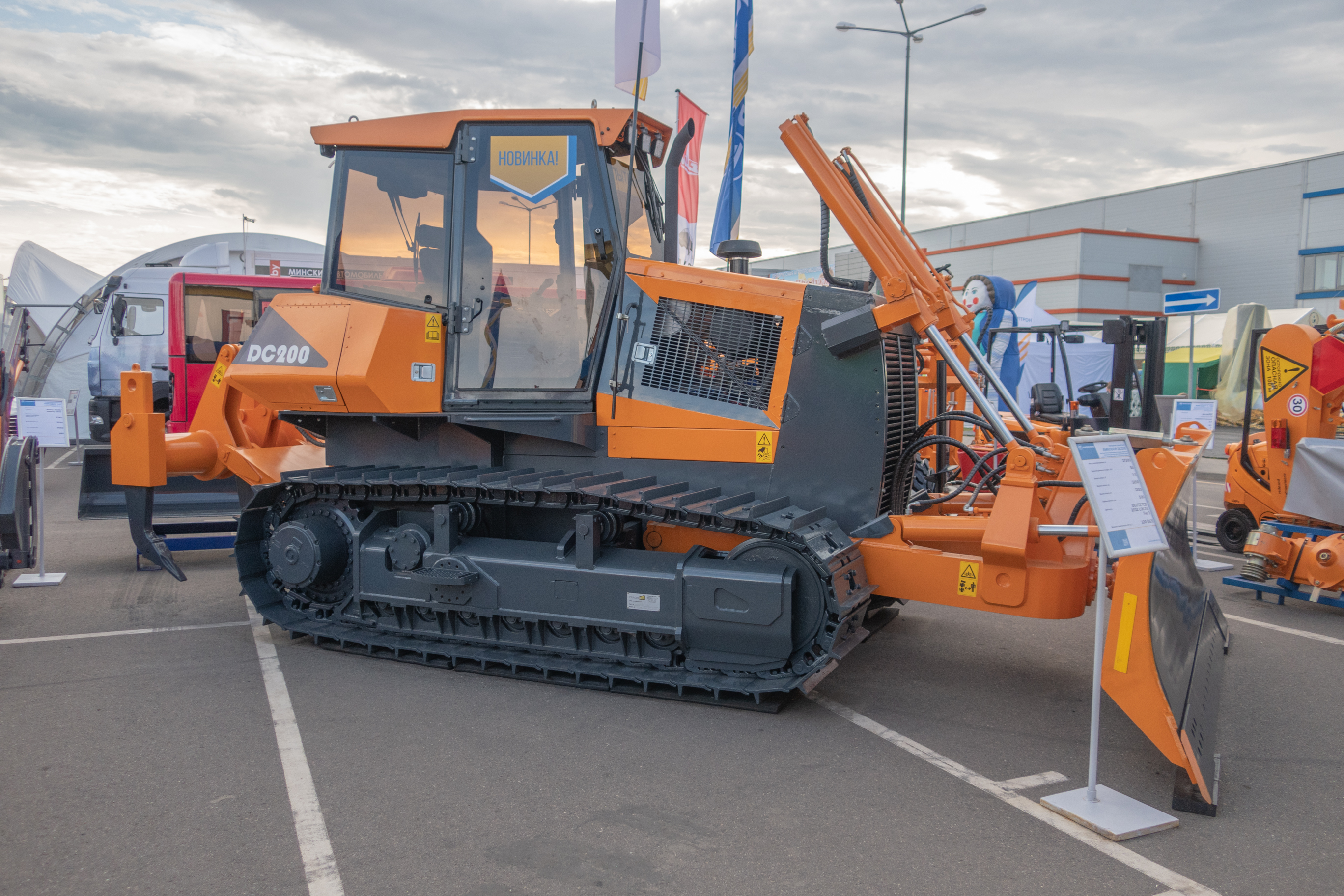
Dozer

Amkodor JSC je největší běloruský podnik v SNS na výrobu silniční, komunální, sněhové, letištní, speciální, lesní a zemědělské techniky a zařízení. Struktura Amkodoru se skládá z 20 podniků, ve kterých pracuje okolo 7 tisíc lidí. Každoročně Amkodor vyrobí více než 5 tisíc speciálních strojů různých modelů (více než 80 modelů a modifikací), které se používají ve více než 30 státech.
Od 16. 7. 2012 je «Amkodor» holdingovou společností. K dnešnímu dni patří k holdingu 17 dceřiných společností: Amkodor-Unikab LLC, Amkodor-Pinsk LLC, Amkodor-Unimod JSC, Amkodo-Belvar JSC, Amkodor-Spetsservice LLC, Amkodor-Mozha LLC, Amkodor-Dzerzhinsk JSC, Amkodor-Shklov LLC, Amkodor-Lit LLSC, Amkodor-Bryansk LLC, Amkodor-Astana LLP, Amkodor Tashkent Ltd., Amkodor Design Centre Ltd., Amkodor Kohanovskiy Excavator Plant JSC, Amkodor-Baku LLC, Amkodor Baltic UAB, Amkodor Financial — a také 3 jednotné podniky – právnické osoby: Amkodor-Logoj, Amkodor-Torg, Amkodor "Dzerzhinsk experienced Mechanical Plant".
Každoročně «Amkodor» vyrobí přes 5000 silničních strojů, více než 80 modelů a modifikací (včetně okolo 2500 lžícových kolových nakladačů o nosnosti od 2,5 do 6 tun, univerzálních nakladačů s otočnou kabinou a výsuvným ramenem, vidlicových auto nakladačů a letištních strojů, sněhových pluhů a příkopových rýpadel, buldozerů a bagrů, frézových a jeřábových vrtaček, harvestorů a vyvážecích souprav, souprav na čištění a sušení obilí a další), které se používají ve více než 50 státech. Podnik dodává svojí produkci na trhy zemí SNS, ale také do zahraničí. Okolo poloviny z celkového objemu se exportuje do Ruska.
V roce 2006 společnost přijala účast ve 109 výstavách v Bělorusku, zemích SNS a v zahraničí. Pro rozvoj produkce se organizovali také výstavy techniky během návštěv podniků zahraničních delegací. V roce 2006 Amkodor navštívilo 66 delegací z 28 zemí, včetně JAR, Venezuely, Ghany, Moldávie, Koreji, Bulharska, Belgie, USA, Německa, Íránu, Libye, Kuby, Ázerbájdžánu, Japonska a Dánska.

## Historie
Založen byl roku 1927 jako závod «Udarnik». V Sovětské době společnost patřila v strukturu Ministerstva stavebního, silničního a komunálního strojírenství SSSR (Minstrojmaš).
V roce 1991 na základě závodu «Udarnik» byl založen JSC «Amkodor».
V roce 1990 finská pobočka společnosti silničních strojů «Amkodor» vyráběla autobusy Ikarus-280, které se nazývaly «Amkodor-Ikarus».